# Azores Challenger 1994
L'Azores Challenger 1994 è stato un torneo di tennis facente parte della categoria ATP Challenger Series nell'ambito dell'ATP Challenger Series 1994. Il torneo si è giocato a Azzorre in Portogallo dal 5 all'11 settembre 1994 su campi in cemento.

## Vincitori

### Singolare
Paul Wekesa ha battuto in finale  Frederik Fetterlein con il punteggio di 6–3, 1–6, 6–1

### Doppio
Danny Sapsford /  Chris Wilkinson hanno battuto in finale  Emanuel Couto /  Eyal Ran con il punteggio di 7–5, 6–1